# توماس دنیو
توماس دنیو (انگلیسی: Thomas Deniaud؛ زادهٔ ۳۱ اوت ۱۹۷۱) بازیکن فوتبال اهل فرانسه است.
از باشگاه‌هایی که در آن بازی کرده‌است می‌توان به باشگاه فوتبال لو آور، باشگاه فوتبال آنژه، باشگاه فوتبال کلرمون فوت، و باشگاه فوتبال اوسر اشاره کرد.